# Erythrura kleinschmidti
Erythrura kleinschmidti е вид птица от семейство Estrildidae. Видът е световно застрашен, със статут Уязвим.

## Разпространение
Разпространен е във Фиджи.